# Leucocoryne valparadisea
Leucocoryne valparadisea är en amaryllisväxtart som beskrevs av Pierfelice Ravenna. Leucocoryne valparadisea ingår i släktet Leucocoryne och familjen amaryllisväxter. Inga underarter finns listade i Catalogue of Life.